# Ожерелковый кустарниковый топаколо
Ожерелковый кустарниковый топаколо (лат. Melanopareia torquata) — вид птиц из монотипического семейства Melanopareiidae. Выделяют два подвида. Распространён в Бразилии и Парагвае.

## Описание
Ожерелковый кустарниковый топаколо — небольшая птица длиной 14,5 см и массой от 16 до 23 г, с длинным хвостом и относительно длинными лапами. У номинативного подвида макушка и затылок серовато-коричневые. От основания клюва начинается тонкая черноватая полоса, которая расширяется после глаз, доходя до ушной области и спускаясь по щекам и бокам шеи. Кремово-белая бровь окаймлена сверху тонкой чеёной линией. Верхняя часть спины и боковые стороны шеи рыжеватые, образуют воротник. Спина и надхвостье коричневые, со скрытым белым пятном в центре спины. Маховые и рулевые перья рыжевато-коричневые; верхние кроющие крыла с узкой каймой бледно-оливкового или белого цвета. Горло бежевого цвета. Поперёк груди проходит чёрная полоса в форме полумесяца, с узкой белой каймой по верхнему краю. Нижняя часть тела бежевая; бока груди светло-оливково-коричневые; бока тела тёмно-коричневого цвета, с оливковым оттенком. Радужная оболочка коричневая. Надклювье чёрное, подклювье серебристое или голубовато-серое с чёрным кончиком. Цевка и пальцы бледные.
Окраска оперения у подвида M. t. rufescens сходна с номинативным, но макушка рыжевато-коричневая, а не серовато-коричневая. 

## Вокализация
Поют птицы обоих полов в течение всего года, обычно располагаясь на открытом месте в низком кустарнике, и даже в самую жаркую часть дня. Песня представляет собой серию из 3—6 громких нот «chip» с частотой 2,3—2,7 кГц, со скоростью одна нота в секунду и с интервалами между сериями 2,5—3 секунды; иногда серии могут длиться до одной минуты. Позывка — пронзительный «churr».

## Места обитания
Ожерелковый кустарниковый топаколо обитает в экорегионе Серраду. Предпочитает жаркие, сухие районы; каменистые, поросшие редкой травой с разбросанными низкими кустарниками и сучковатыми деревьями, особенно Austroplenckia populnea (Бересклетовые) и Kilemeyera coriaceae (Клузиевые). Ведёт скрытный образ жизни, иногда забирается в норы грызунов.

## Биология
Ожерелковый кустарниковый топаколо добывает пищу в основном на земле, иногда, вероятно, в норах грызунов. Питается насекомыми, пауками и губоногими.
Гнездо шаровидное, с боковым входом, расположено близко к земле в зарослях травы; сооружается из сплетенной сухой травы, смешанной с листьями деревьев или кустарников и крепится боковыми сторонами к траве. В кладке два зеленовато-голубых яйца, без пятен. Средние размеры яйца 19 х 15 мм, а масса — 1,55 г. Инкубационный период продолжается 15—18 дней или 12—16 дней. Птенцы оперяются через 12—14 дней. Оба родителя участвуют в насиживании и выкармливании птенцов.

## Подвиды и распространение
- M. t. torquata (Wied-Neuwied, 1831) — восток Бразилии
- M. t. rufescens Hellmayr, 1924 — центральная Бразилия и северо-восток Парагвая